# 胡集乡 (郸城县)
胡集乡，是中华人民共和国河南省周口市郸城县下辖的一个乡镇级行政单位。

## 行政区划
胡集乡下辖以下地区：
胡集村、李庄村、闫楼村、大于庄村、鲁小庄村、钮河涯村、郭庄村、范桥村、晋岗村、大任庄村、小任庄村、后屯村、史桥村、贾集村、王楼村、白楼村、王庄村、武河沟村、鲁张庄村、藕坑村、大史庄村、三红村、郝寺村、鲁里村和中沟村、石头神张庄村。